# Verónica Ribot
Verónica Gloria Ribot de Cañales (nacida el 27 de febrero de 1962) es una ex saltadora argentina. Compitió en tres Juegos Olímpicos de manera consecutiva, en 1984, en 1988 y en 1992. Además ganó una medalla de plata y otra de bronce en los Juegos Panamericanos en salto con plataforma de 10 metros. En 1990 obtuvo un Diploma al Mérito de los Premios Konex como una de las 5 mejores nadadoras de la década en la Argentina.

## Trayectoria
Fue 12.ª clasificada en la especialidad de trampolín en los Juegos Olímpicos de Los Ángeles 1984, siendo 15.ª además en la especialidad de plataforma. En los Juegos Olímpicos de Seúl 1988 fue 14.ª en trampolín y 12.ª en plataforma. En sus últimos Juegos Olímpicos, en Barcelona 1992 tuvo su mejor actuación, fue 10.ª en trampolín y 8.ª en plataforma.

## Vida personal
Se casó y tiene dos niños, Olympia y Lucas. En 2007 consiguió un puesto como entrenadora de salto en la Universidad de Cornell.